# Augustus Koopman

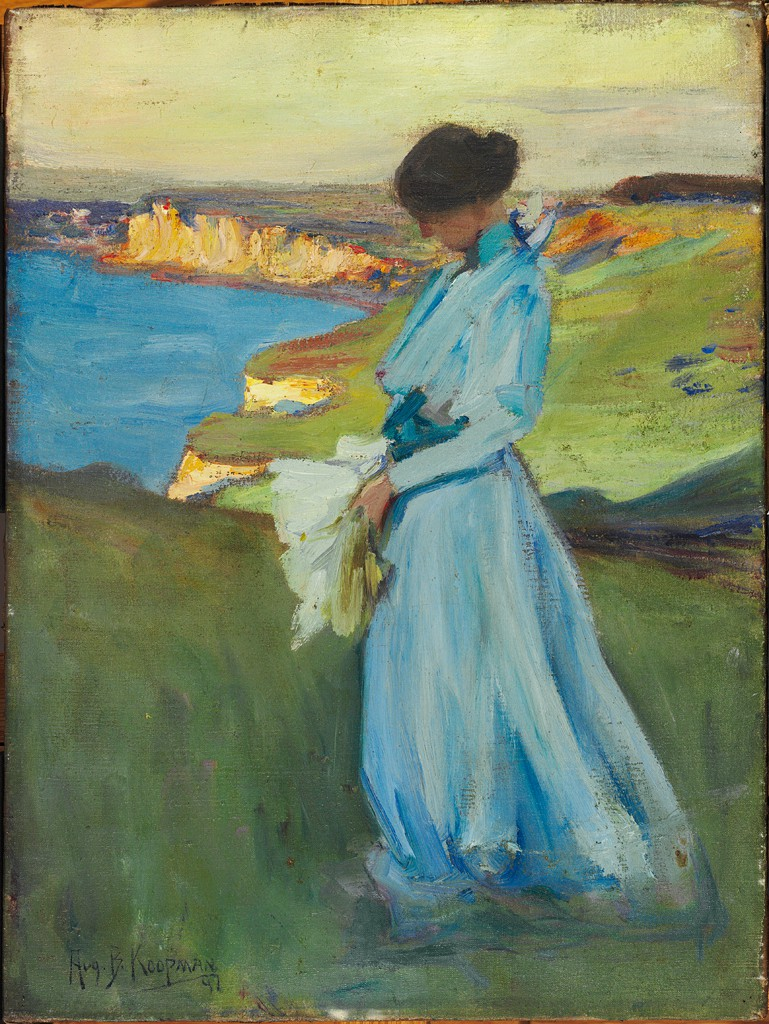
Augustus Koopman: Lady in White (1895). Harvard Art Museums

Augustus Koopman (* 2. Januar 1869 in Charlotte, North Carolina; † 26. September 1914 in Étaples, Frankreich) war ein US-amerikanischer Maler und Radierer.

## Leben
Augustus Koopman war der Sohn von Bernard und Johanna Koopman. Er besuchte die Central High School in Philadelphia und begann anschließend ein Kunststudium an der Pennsylvania Academy of Fine Arts. Später setzte er seine Ausbildung an der École des Beaux-Arts in Paris fort, wo er unter William-Adolphe Bouguereau und Tony Robert-Fleury studierte. Am 6. Mai 1897 heiratete er Louise Lovett Osgood aus Cohasset, Massachusetts. Augustus Koopman lebte und arbeitete überwiegend in Frankreich. Während der Wintermonate hielt er sich in Paris auf, während er Frühling und Sommer bevorzugt in Étaples und dem nahegelegenen Équihen verbrachte. Zwischen 1896 und 1899 unterrichtete er Malerei in Paris. In den Jahren 1902 bis 1906 lebte er in London und spezialisierte sich dort auf Porträtmalerei.
1900 schuf Augustus Koopman das Wandbild Industrial Arts für den US-amerikanischen Pavillon auf der Pariser Weltausstellung. Seine figürlichen Werke, etwa The Crystal Gazers und Old Troubadour, zeichnen sich durch sorgfältige Komposition und Farbgebung aus. Augustus Koopman war ebenfalls als Radierer tätig, wobei seine Motive häufig Fischer, Café-Szenen und Einzelpersonen waren. Seine Druckgrafiken wurden mit großer Detailgenauigkeit in der Linie ausgeführt. Zu Beginn seiner künstlerischen Laufbahn war Augustus Koopman vom Stil niederländischer Marinemaler der Haager Schule wie Hendrik Willem Mesdag und Bernardus Johannes Blommers beeinflusst. Später wandte er sich dem Impressionismus und Postimpressionismus zu. Augustus Koopman starb im Alter von 45 Jahren an einer Lähmung in Étaples.
Augustus Koopman nahm an Ausstellungen in Paris, München, London, Venedig und in den Vereinigten Staaten teil. 1912 wurde er zum associé der Société Nationale des Beaux-Arts gewählt. Er erhielt zahlreiche Auszeichnungen, darunter eine Silbermedaille für sein Wandbild bei der Pariser Weltausstellung (1900), Bronzemedaillen auf der Pan-American Exposition in Buffalo (1901) und auf der Weltausstellung in St. Louis (1904) sowie eine Silbermedaille bei der Appalachian Exposition in Knoxville (1911). Werke von Koopman befinden sich in öffentlichen Sammlungen in den USA und Frankreich, u. a. in Museen in St. Louis, St. Paul und Detroit, im Philadelphia Art Club, im Brooklyn Institute of Arts and Sciences sowie in der Library of Congress in Washington, D.C. und der New York Public Library. Frankreich.

## Werk

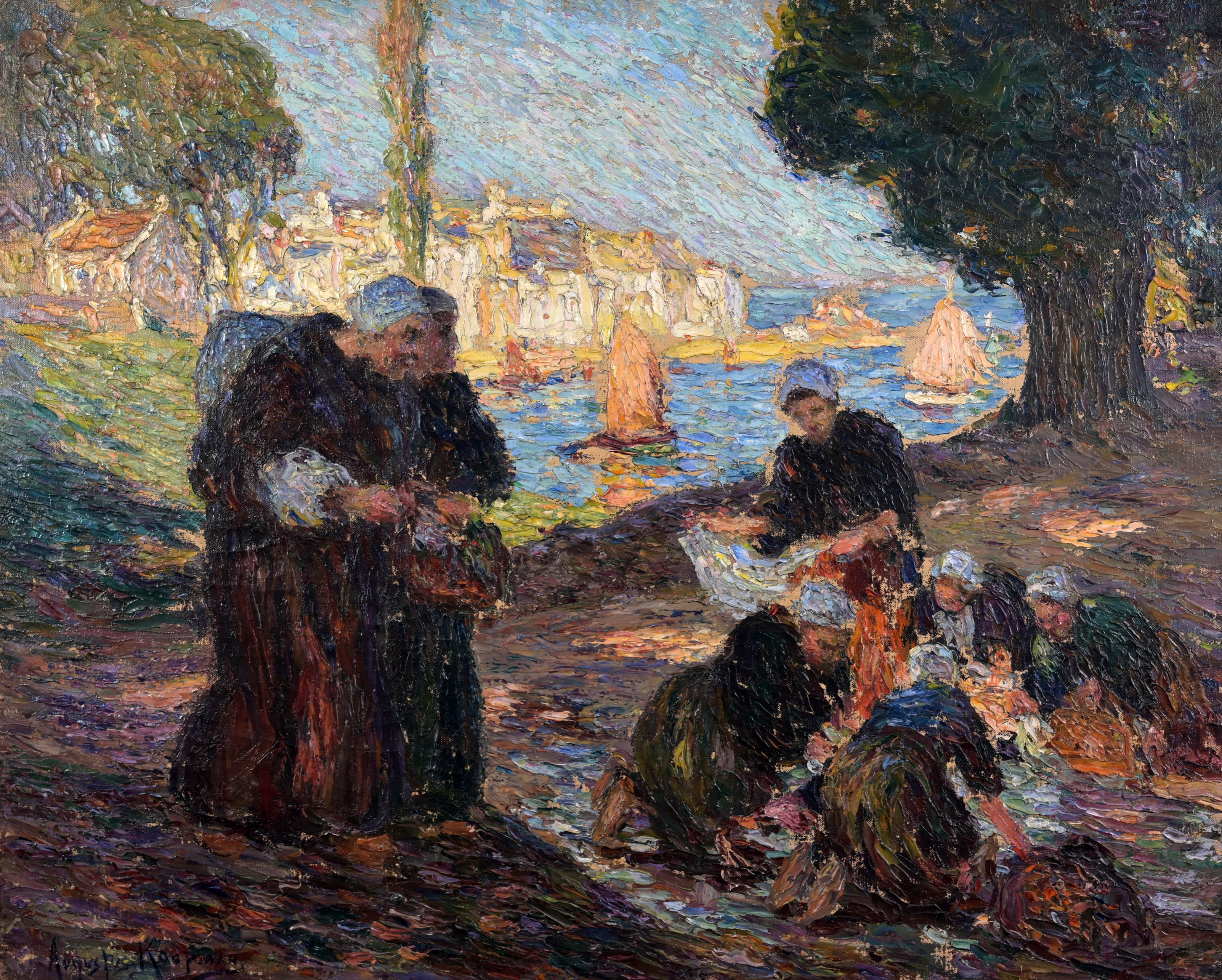
Augustus Koopman: Coastal Scene, Bretagne, a Group of Women Washing Clothes

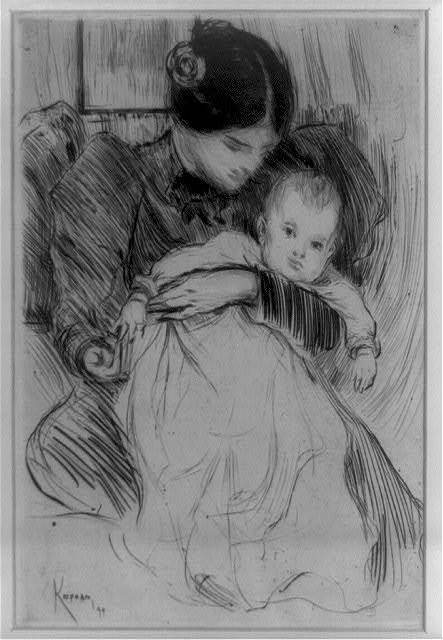
"Mother and Child" by Augustus Koopman

Augustus Koopmans Werk war thematisch vielfältig und umfasste Meereslandschaften, figürliche Darstellungen und Porträts. Besonders bekannt wurde er für seine Darstellungen von Meer, Schiffen und Stürmen, darunter Werke wie Horses Running to Meet a Boat (im Besitz des St. Paul Art Institute), The Wind Storm und A Windy Day. Ein weiteres bekanntes Gemälde ist Return of the Shrimpers, das 1904 auf der Weltausstellung in St. Louis mit einer Medaille ausgezeichnet wurde und 1910 auf der Internationalen Kunstausstellung in Venedig gezeigt wurde.
Augustus Koopman war auch für seine Gemälde mit Szenen des ländlichen Lebens bekannt. Seine Arbeiten zeichnen sich durch einen lockeren, impressionistischen Stil aus. Koopman verwendete kräftige, pastose Pinselstriche, die an den Impressionismus und insbesondere den Postimpressionismus erinnern. Die Farben wirken lebendig. Neben der Malerei widmete er sich auch der Radierung und veröffentlichte eine Reihe von Druckgrafiken. Seine Werke zeigen häufig das alltägliche Leben der Menschen an der französischen Küste.